# パオロ・トルベツコイ

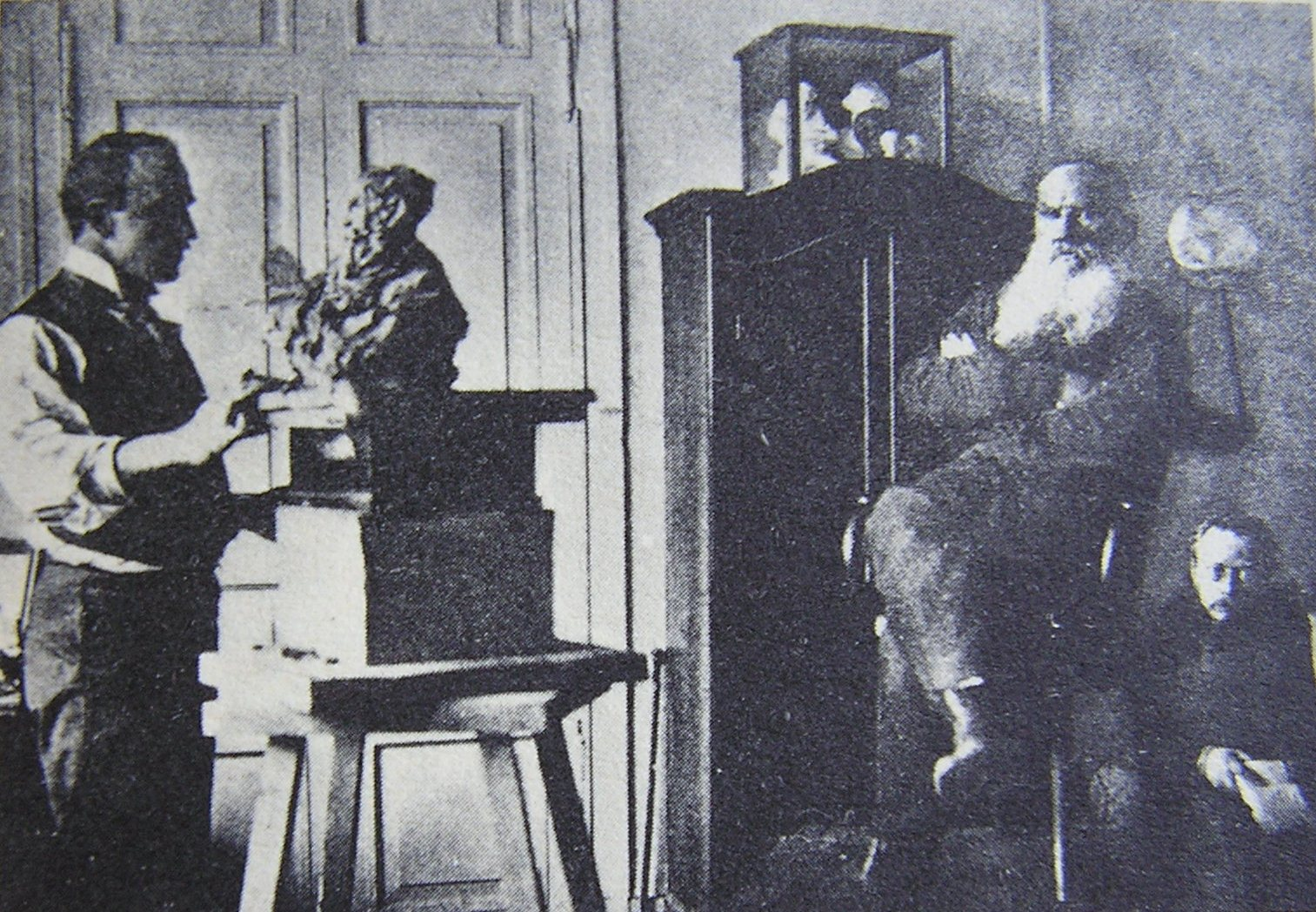
レフ・トルストイをモデルに彫像を制作するトルベツコイ

ロシアではパヴェル・トルベツコイとも呼ばれるパオロ・トルベツコイ（Paolo Troubetzkoy、ロシア語:Павел Петрович Трубецкой、Pavel Petrovich Trubetskoy、1866年2月15日 - 1938年2月12日）はイタリアで生まれた彫刻家である。ロシアやイタリア、アメリカ、イギリス、フランスで働いた。

## 略歴
イタリアのマッジョーレ湖のほとりに位置する保養地、ヴェルバーニアで生まれた。父親はロシア貴族、トルベツコイ家の出身の元外交官、ピーター・トルベツコイ(Peter Petrovich Troubetzkoy: 1822-1892)で、母親はアメリカ合衆国生まれで、フィレンツェに音楽の勉強にきたアメリカ出身のエイダ・ウィナンズ(Ada Winans: 1835–1917）である。3人兄弟の2番目の子供である。父親はロシアの妻との離婚が成立していなかったのて、正式な結婚ではなかった。
ヴェルバーニアの邸で、彫刻家のエルネスト・バッツァーロ(Ernesto Bazzaro: 1859-1937)やジュゼッペ・グランディ(Giuseppe Grandi: 1843-1894)、画家のダニエーレ・ランツォーニ(1843–1889)から美術を学んだ。
1886年にアメリカで最初の展覧会を開いた。オーギュスト・ロダンやメダルド・ロッソ（Medardo Rosso: 1858–1928)の彫刻に影響を受けた作品を制作した 。彫刻家としての評価を得た後、1896年からロシアで働くようになり、1897年から1906年までの9年間、モスクワの帝国芸術アカデミーで教えた。ロシアでは1899年に有名な文学者、レフ・トルストイの彫像を制作し、サンクトペテルブルクの皇帝アレクサンドル3世の騎馬像の制作を始めた。サンクトペテルブルクで知り合ったスウェーデン人の女性と結婚し、1905年にフィンランドに移り、翌年パリに移った。1906年からロシアとヨーロッパの各地を行き来する生活をはじめ、サンクトペテルブルクのアレクサンドル3世の騎馬像は1910年に完成した。1912年ストックホルムオリンピックの芸術競技にも参加した。
1914年にアメリカに旅し、第一次世界大戦が始まったために1921年までアメリカに滞在することになった。1921年にイタリアに移るが、定期的にパリに住み、スウェーデン人の妻は1927年にパリで亡くなった。1932年にに生まれ故郷のイタリア、ヴェルバーニアに移り、1938年にそこで亡くなった。

## 作品

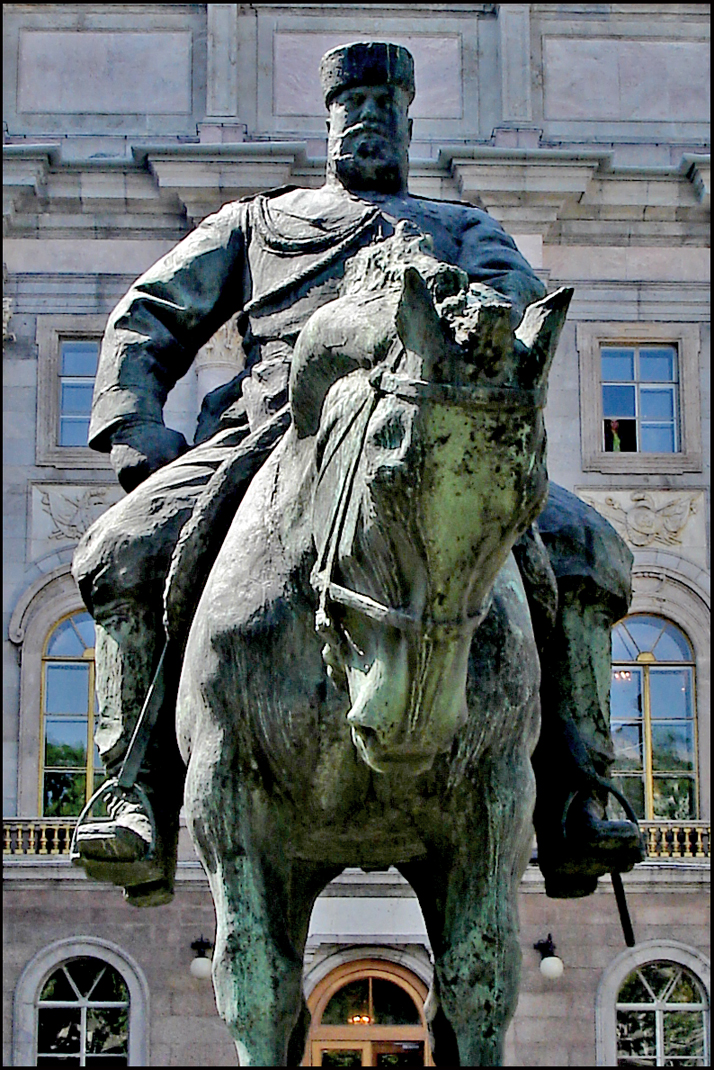
サンクトペテルブルクのアレクサンドル3世の騎馬像
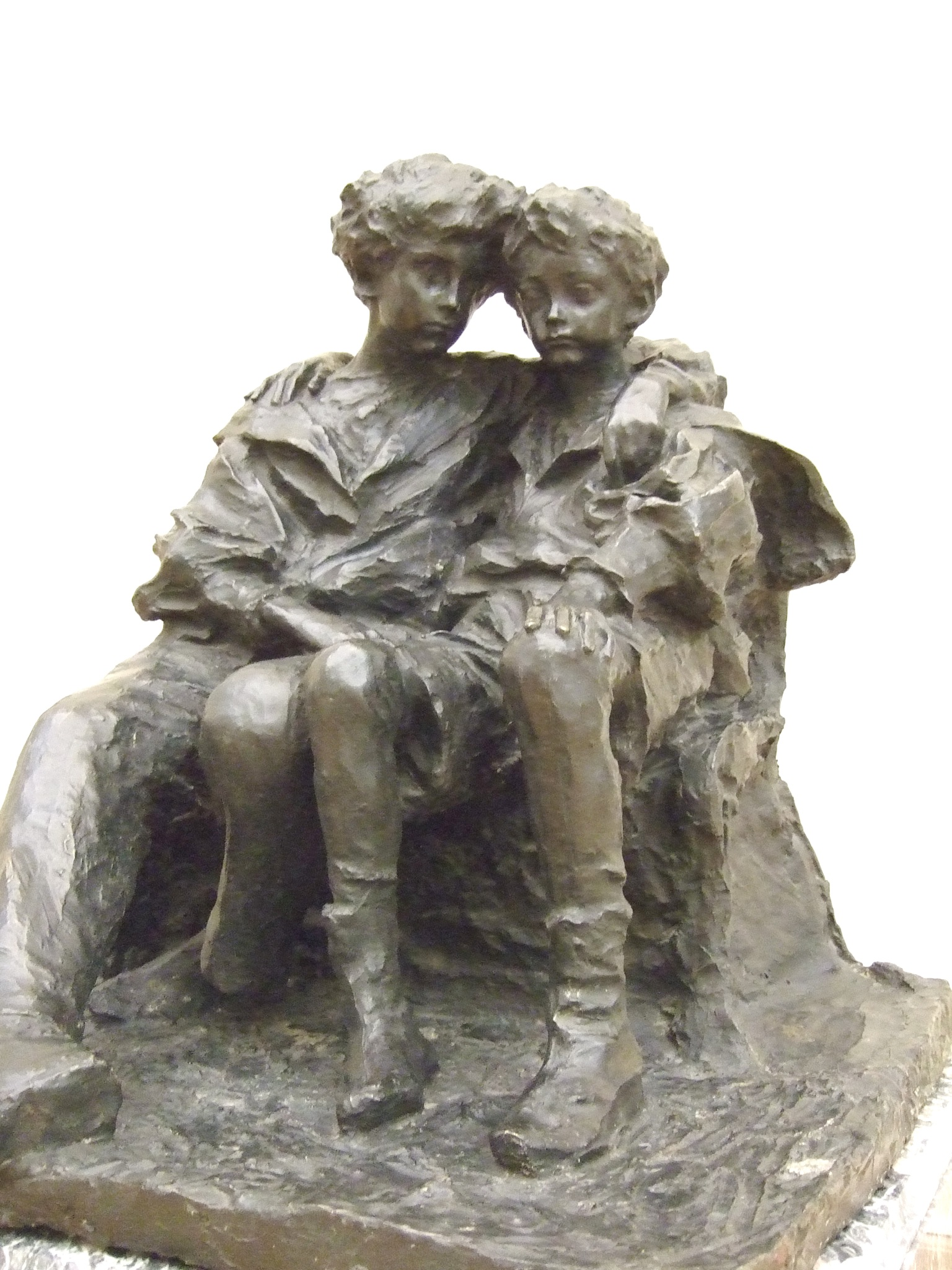
哲学者ニコライ・トルベツコイの息子たち
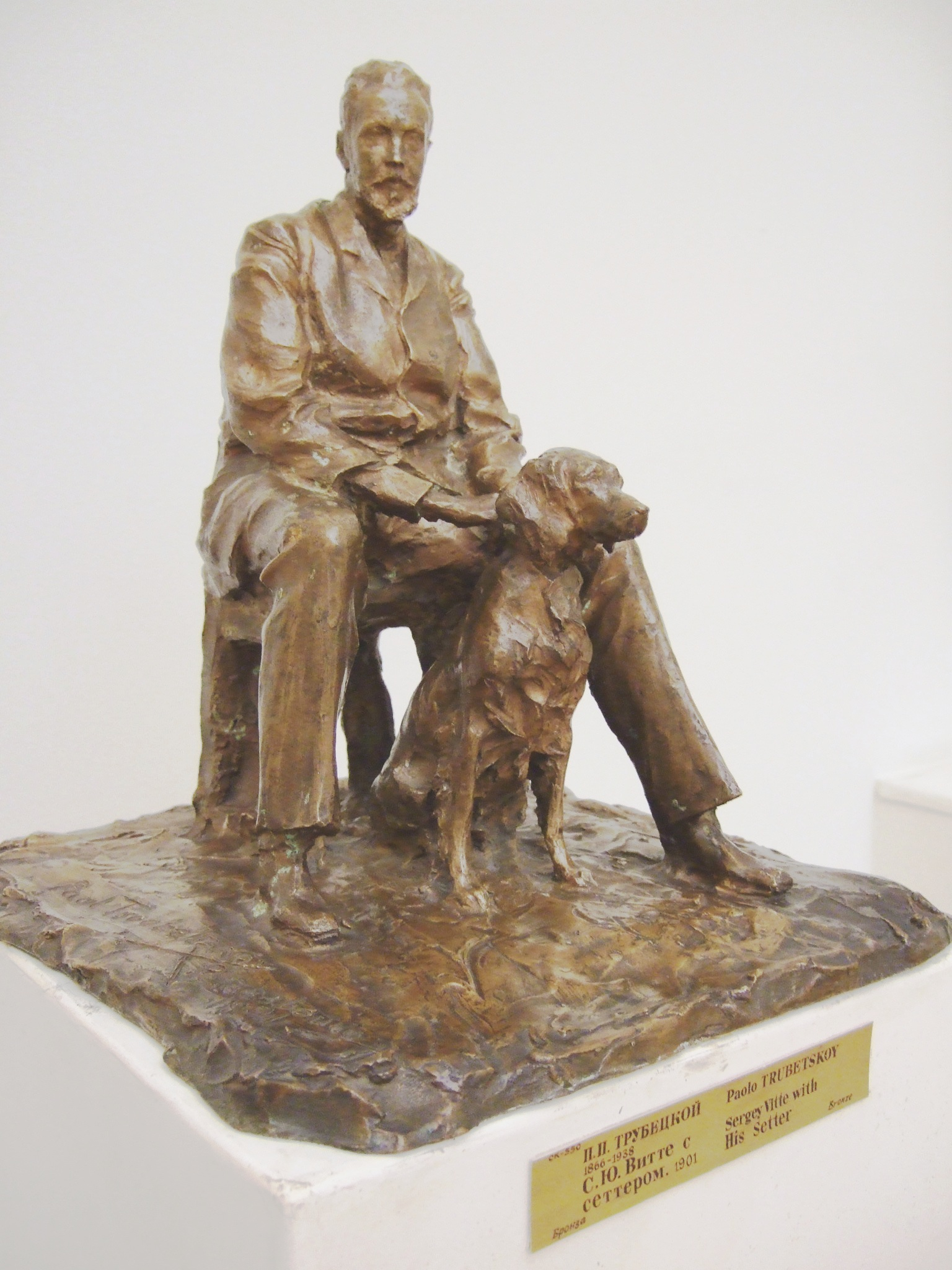
セルゲイ・ウィッテと愛犬
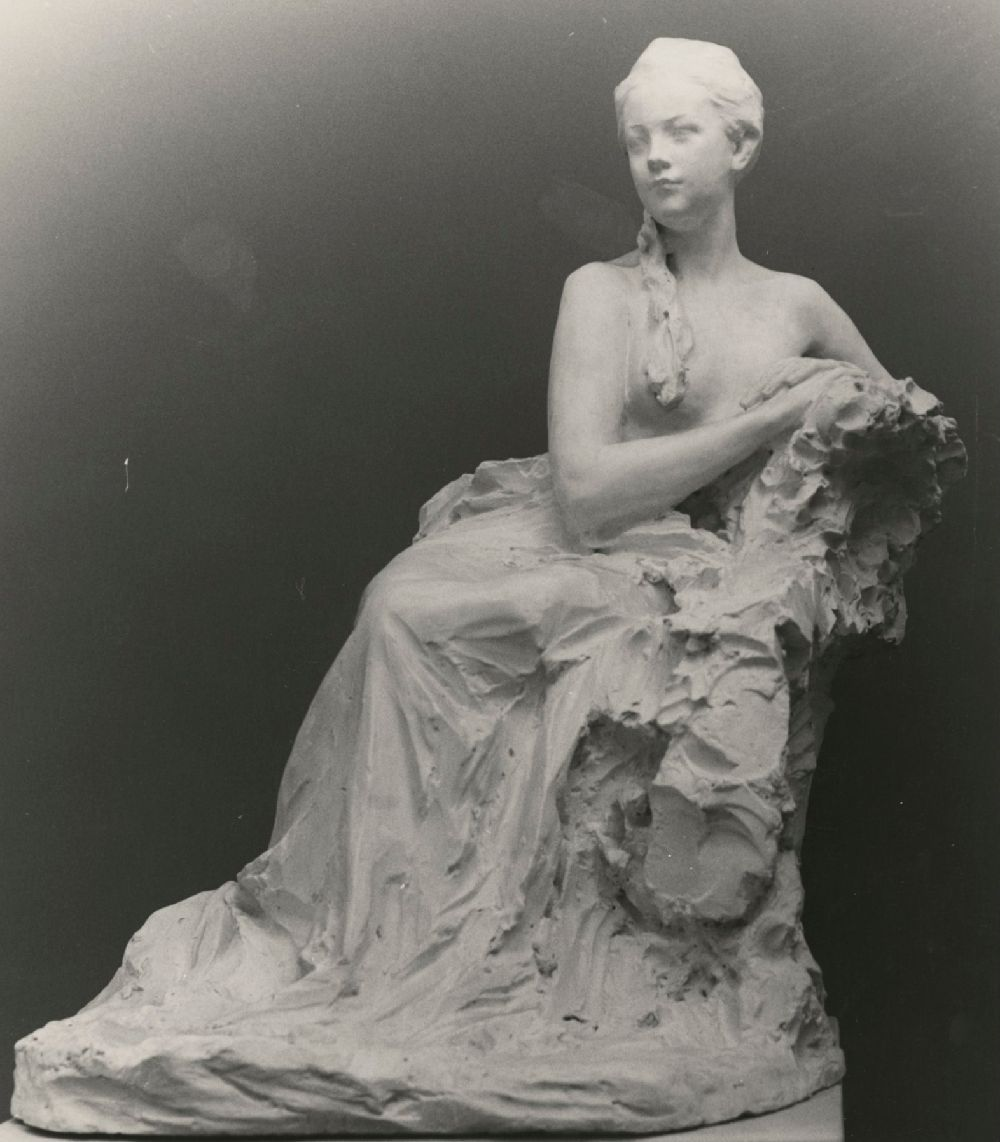
トルベツコイ夫人